# 吳靜嫻
吳靜嫻（1948年—），臺灣女演員、女歌手，畢業於國立岡山高中。

## 經歷
1949年隨父母遷居台灣，住在高雄岡山眷村。
1966年榮獲正聲廣播公司全國國語流行歌曲歌唱比賽冠軍。
1969年獲選為中國時報主辦之全國十大歌星之首。
1970年獲選為香港十大歌星之一。
1983年參與演出台視《星星知我心》，在劇中扮演苦命母親古秋霞，演技樸實自然，感動了海峽兩岸億萬觀眾的心，於1984年獲得金鐘獎最佳女演員獎。
2002年，開始在台北市萬華社區大學任教至今。
2005年，因罹患口腔扁平苔癬進行開刀後，導致說話不再字正腔圓。
2008年起，吳靜嫻開始於台北市大安社區大學擔任講師至今。
2013年復出，參與演出中視週日十點偶像劇《愛情急整室》，飾演藝人陳曉東的母親。

## 親屬
- 中華民國海軍將領吳紉禮的孫女。
- 第52屆全美華埠小姐冠軍暨創作歌手袁詠琳的姑姑。
- 曾任教於休士頓大學和國立成功大學的統計學教授吳鐵肩的姊姊。

## 演出作品

### 電影
| 年份   | 片名                 | 角色 |
| 1987年 | 《大陸行》郭南宏導演 |      |

### 電視劇
| 年份   | 播出頻道     | 劇名                    | 角色     |
| 1983年 | 台視         | 《星星知我心》          | 古秋霞   |
| 1984年 | 台視         | 《星星的故鄉》          | 梁佳秀   |
| 1985年 | 中視         | 《大將軍與小鳳仙》      | 白秋霜   |
| 1986年 | 華視         | 《社會檔案— 步步驚心》  | 陳靜宜   |
| 1988年 | 華視         | 《京華煙雲》            | 姚夫人   |
| 1990年 | 華視         | 《養子不教誰之過》      | 魏心怡   |
| 1991年 | 華視         | 《掌聲響起》            | 柳母     |
| 1992年 | 華視         | 《劉伯溫傳奇—母女情深》 | 奶娘     |
| 1993年 | 華視         | 《孝的故事—孝感盜匪》   | 江母     |
| 1995年 | 中視         | 《那一年 我們都很酷》   |          |
| 1996年 | 華視         | 《大紅燈籠高高掛》      | 毓如     |
| 1998年 | 中視         | 《新星星知我心》        | 古秋霞   |
| 2000年 |              | 《一家之鼠》            | 雪虹     |
| 2003年 |              | 《真的不想走》          | 葉秋棠   |
| 2012年 | 壹電視綜合台 | 《小站》                | 吳靜嫻   |
| 2013年 | 中視         | 《愛情急整室》          | 韓顏淑翎 |
| 2014年 | 台視/三立    | 《愛上兩個我》          | 靜阿姨   |
| 2020年 | 台視         | 《四月望雨》            | 吳秀鑾   |

### 電視專輯
| 年份                         | 播出頻道 | 節目名         | 備註                         |
| 1984年4月7日22:00－23:30首播 | 台視     | 《遲來的春天》 | 台視文化公司製作，林福地執導 |

### MV演出
| 年份 | 歌手   | 演出歌曲 | 收录专辑 |
| ---- | ------ | -------- | -------- |
| 2013 | 罗志祥 | 惜命命   | 獅子吼   |

### 廣告
- 1994年 恆義食品「中華豆腐」

## 音樂作品

### 專輯
| 發行日期 | 專輯名稱                   | 發行公司   | 曲目 |
| -------- | -------------------------- | ---------- | --- |
| 1966年   | 《中國恰恰》               | 國際唱片   | 1. 中國恰恰 2. 我的心裡沒有他 3. 願君長想念 4. 少女怨 5. 逝去的戀情 6. 奇異的愛情 7. 讓我看一眼 8. 良宵成幻夢 |
| 1967年   | 《雨中情侶》               | 國際唱片   | 1. 雨中情侶 2. 情人的黃襯衫 3. 相思河畔 4. 港口夕陽紅 5. 蒙古北歌 6. 繡荷包 7. 就這樣愛上你 8. 你何必躲避 9. 滿懷的幸福 10. 閉上眼睛想一想 11. 情網 |
| 1967年   | 《珍珠》                   | 四海唱片   | 1. 我永遠愛著你 2. 白紗巾 3. 水鄉之戀 4. 多少柔情多少淚 5. 霧濛濛 6. 春去春無語 7. 長相憶 8. 地老天荒不了情 9. 遙遠寄相思 10. 深閨夢裡人 |
| 1968年   | 《情歌》                   | 四海唱片   | 1. 姑娘等情郎 2. 夏日戀情 3. 苦酒滿杯 4. 白蘭之戀 5. 你對我有情意 6. 故鄉之歌 7. 山地情歌 8. 心戀 9. 多少柔情多少淚 10. 高山青 |
| 1968年   | 群星 《生命之歌》(合輯)    | 海山唱片   | 1. 我與你(謝雷vs張琪) 2. 失落的情意(吳靜嫻) 3. 薔薇訴願(金燕) 4. 昨日今日明日(冉肖玲) 5. 兩心相許(夏星) 6. 一年又一年(陳今珮) 7. 人生的鎖(姚蘇蓉) 8. 狂歌(敏華) 9. 碧蘭村的姑娘(謝雷) 10. 莫忘今宵(美黛) 11. 火樣的阿哥哥(憶如) 12. 生命之歌(兒童合唱團) |
| 1968年   | 《阿哥哥專集(1)》          | 四海唱片   | 1. 我愛你 ! 阿哥哥 2. 夢裡跳阿哥哥 3. 丟不了的情意 4. 桃花開在春風裡 5. 初一到十五 6. 茶葉青 7. 阿哥哥迷 8. 痴痴的等阿哥哥 9. 過去的春夢 10. 藍與黑 11. 何必太風流 12. 小妞阿哥哥                                                                        |
| 1969年   | 《阿哥哥專集(2)》          | 四海唱片   | 1. 小叮噹 2. 小野貓 3. 歡樂阿哥哥 4. 情人的黃襯衫 5. 教我怎能不想他 6. 留也留不住 7. 跳一個阿哥哥 8. 哥哥你別追 9. 忘不了的週末 10. 阿里山的姑娘 11. 為什麼缺少一點點 12. 少年的我                                                                       |
| 1970年   | 《逝去的戀情》             | 四海唱片   | 1. 逝去的戀情 2. 哥哥你別追 3. 八百壯士 4. 遙遠寄相思 5. 你對我有情意 6. 姑娘想情郎 7. 長相憶 8. 永遠想念你 9. 夏日戀情 10. 高山青 11. 蘇州夜曲 |
| 1971年   | 《不要恨我》               | 台聲唱片   | 1. 不要恨我 2. 回來吧 ! 媽媽 3. 人兒忘了歸 4. 默默祝福你 5. 恨你沒良心 6. 不敢接受你的愛 7. 鍾情為誰留 8. 鴛鴦譜上點錯線 9. 別後淚雙流 10. 相思恨綿綿 |
| 1971年   | 《我不該愛你》             | 海山唱片   | 1. 我不該愛你 2. 誰是知心人 3. 新採紅菱 4. 我要你再回頭 5. 我問白雲 6. 我要和你談情話 7. 庭院深深 8. 一輩子愛著你 9. 花兒夢裡笑 10. 滴滴眼淚都是愛 11. 花兒睡在春風裡 12. 愛你愛到底                                                                     |
| 1972年   | 《多少相思多少愁》         | 海山唱片   | 1. 多少相思多少愁 2. 傷心尋夢人 3. 有句話要告訴你 4. 往事難忘 5. 喝不完的酒 6. 愛你一萬倍 7. 我願水長流 8. 難忘的人 9. 珊珊 10. 森林戀歌 11. 今夜台北沒有你 12. 為什麼春天要遲到                                                                         |
| 1973年   | 《找個好伴侶》             | 銀河唱片   | 1. 找個好伴侶 2. 迷人的眼睛 3. 痴情 4. 青青的小山坡 5. 昨夜你回到夢中 6. 相思在春夢裡 7. 我等你回來 8. 微風 9. 浪花情歌 10. 深閨怨 11. 花紅霧也濃 12. 我不再想念你                                                                                       |
| 1976年   | 《鐵樹開花》               | 大三洋唱片 | 1. 鐵樹開花 2. 王昭君 3. 愛的幸福 4. 歌聲代表我的心 5. 不能忘記你 6. 心所愛的人 7. 雪山盟 8. 金色的沙灘 9. 我不是木偶人 10. 再見南國 |
| 1977年   | 《山頂上蓋廟還嫌低》       | 國泰旅遊社 | 1. 問君何日能再來 2. 歌迷小姐 3. 三年 4. 重逢 5. 良夜不能留 6. 賣糖歌 7. 山頂上蓋廟還嫌低 8. 昨夜我為你失眠 9. 月兒彎彎照九州 10. 月落鳥啼 11. 人隔萬重山 12. 我有一段情                                                                                 |
| 1978年   | 《王昭君》                 | 文志唱片   | 1. 王昭君 2. 月滿西樓 3. 何必旁人來說媒 4. 遙遠寄相思 5. 秋詩篇篇 6. 永遠的微笑 7. 斷腸紅 8. 總有一天等到你 9. 春風吻上我的臉 10. 採檳榔 11. 絲絲小雨 12. 煙水寒                                                                                         |
| 1979年   | 《純純的小白屋》           | 天聲唱片   | 1. 我的心兒交給你 2. 為什麼心兒跳 3. 長巷 4. 不要哭泣 ! 曼莉 5. 細訴 6. 純純的小白屋 7. 有你 有我 愛最多 8. 紅豆 夕陽 不了情 9. 誓死不做異鄉人 10. 健身 歡樂 狄斯可 11. 真誠動我心 12. 雲歸何處                                                          |
| 1984年   | 《幾度花開花又落》         | 飛羚唱片   | 1. 幾度花開花又落 2. 變色的戀情 3. 三年離別又相逢 4. 請你動手晚一點 5. 莫負青春 6. 一片痴情 7. 喜祇喜的今宵夜 8. 淚 9. 母親 10. 知音何處尋 11. 我忘不了你 12. 蘭閨寂寂                                                                                   |
| 1984年   | 《憶鄉曲》(合輯)           | 龍代唱片   | 1. 憶鄉曲 2. 別離(曾韋綾) 3. 海邊情懷(蔡東秀) 4. 心窗(曾韋綾) 5. 吉他的傾訴(曾韋綾) 6. 憶鄉曲(蔡東秀) 7. 我的家在高山上(曾韋綾) 8. 青山綠水(曾蔡合唱) 9. 又是一個春(蔡東秀) 10. 美夢成真(曾韋綾) 11. 晨霧(蔡東秀) 12. 為我留下來(蔡東秀)                 |
| 1988年   | 《掌聲響起》               | 貴族有聲   | 1. 把悲傷還給悲傷 2. 春江花月夜 3. 向自己證明 4. 逝去的戀情 5. 滿場飛 6. 把悲傷還給悲傷(音樂) 7. 輕愁 8. 黃昏比酒濃 9. 再次讓我 10. 恨不相逢未嫁時 11. 西子姑娘                                                                                          |
| 1994年   | 《三個愛唱歌的女人》(合輯) | 上揚唱片   | 1. 意難忘(美黛) 2. 那個不多情(美黛) 3. 小白菜(美黛) 4. 多少柔情多少淚(音樂) 5. 愛的故事(孔蘭薰) 6. 春風野草(孔蘭薰) 7. 嫦娥(孔蘭薰) 8. 一朵小花(音樂) 9. 森林之歌(吳靜嫻) 10. 落花流水(吳靜嫻) 11. 夜會(吳靜嫻)                                          |

## 外部連結
- 吳靜嫻在互联网电影资料库（IMDb）上的資料（英文）
- 吳靜嫻在香港影庫上的簡介
- 吳靜嫻在时光网上的簡介（简体中文）